# Малахиева-Мирович, Варвара Григорьевна
Варвара Григорьевна Малахиева-Мирович (настоящая фамилия — Малафеева или Малахиева; 17(29) марта 1869, Киев — 16 августа 1954, Москва) — русская поэтесса, переводчица
, мемуаристка.

## Биография
В молодости работала гувернанткой в семье богатого киевского промышленника Даниила Григорьевича Балаховского, который был женат на Софье Исааковне Шварцман (1862—1941), старшей сестре философа Льва Шестова. Познакомилась с Шестовым, однако не была готова к серьёзным отношениям, тогда как её сестра Анастасия сама призналась в любви к Шестову. Шестов, не понимая, к кому из сестёр он больше расположен, уехал за границу, где тайно вступил в брак со студенткой Анной Березовской. По словам Малахиевой-Мирович,
С моей стороны уязвила и пугала этого человека [Шестова] неполнота моего ответа на полноту его чувства. И все это перенеслось для него в философское искание смысла жизни и в тяжелую нервную болезнь, которая привела его в одну из заграничных лечебниц и потом на целые годы за границу. Я „уступила”, наконец, его сестре, но он за год заграничной жизни встретился с женщиной, которая с величайшей простотой и безо всяких с обеих сторон обязательств привела его на своё ложе. Она стала его женой. Он стал крупным писателем. Сестра заболела душевно и окончила свои дни в психиатрической лечебнице. А я по какой-то унизительной живучести осталась жить и без него, и без сестры, и „без руля и без ветрил”.
Однако и после своей женитьбы Шестов сохранил с Малахиевой дружеские отношения. Так, он помог ей устроиться в журнал «Русская мысль», где она стала заведовать отделом беллетристики. С начала XX века Малахиева стала публиковаться в киевской, московской, петербургской периодике, выступала, в том числе, как театральный критик. Тогда же начала использовать псевдоним «В. Мирович». Известны, в частности, её рецензии на спектакли Московского художественного театра «Горе от ума» (1906 г.) и «Жизнь человека» (1907 г.), опубликованные в газете «Речь». В 1907 г. опубликовала несколько детских сказок: «Упрямый дятел», «Три облака», «Изумруды», «Кузнечик на высоте», «Все от Солнца».
В 1909 году Малахиева посетила в Ясной Поляне Льва Толстого и взяла у него интервью (одно из последних в жизни писателя). О посещении Толстого оставила воспоминание. Сам Толстой в своём дневнике за 13 декабря 1909 года отметил: « [13 декабря] Вечером приехала г-жа Малахиева. Кажется, серьезная женщина. Я, странно, показал ей мой дневник, п[отому] ч[то] в нём было написано то самое, о чём она спрашивала». Упоминается Малахиева и в переписке А. П. Чехова.
В круг знакомств Малахиевой в 1910-е гг. входили многие известные деятели культуры России того периода: Елена Гуро, Михаил Пришвин, Алексей Ремизов, актриса МХАТа Надежда Бутова (с которой Малахиева была особенно дружна) и т. д.